# Paul Louis Vautier
Paul Louis Vautier (* 18. September 1865 in Düsseldorf; † 3. Mai 1930 in Zürich) war ein Schweizer Kaufmann, Kunstsammler und Numismatiker.

## Leben
Paul Louis Vautier wurde als jüngster Sohn des Schweizer Genremalers Benjamin Vautier, eines bekannten Künstlers der Düsseldorfer Malerschule, 1865 in Düsseldorf geboren. Seine Mutter war Bertha Euler (* 1837), eine Tochter des Düsseldorfer Politikers Joseph Euler. Seine Brüder waren die Maler Karl und Otto Vautier.
Nach Schule und kaufmännischer Ausbildung war Vautier ab 1888 in Japan bei der Firma C. Illies & Co. in Yokohama angestellt. Diese Firma war 1880 aus dem bereits 1859 gegründeten Handelshaus des Düsseldorfer Kaufmanns Louis Kniffler entstanden. Kniffler war ein Nachbar der Vautiers an der Düsseldorfer Goltsteinstraße. 1896 wechselte Vautier in die Tokioter Filiale von C. Illies & Co. Im Jahr 1903 wurde er deren Leiter. Noch 1908 war er dort als Prokurist tätig.
Am 17. November 1897 hatte er in der anglikanischen Christ Church von Yokohama Gladys Margaret Moss (* 30. November 1874; † 3. März 1963) geheiratet, die Tochter des Briten Charles David Moss. Das Paar hatte drei Kinder:
- Benjamin Hermann Vautier (* 20. August 1898 in Tokio; ⚭ Rosina Viva)
- Max Ferdinand Vautier (* 4. Juli 1900 in Düsseldorf; † um 1945), Vater des französischen Objektkünstlers Ben Vautier
- Paul Vautier (* 22. Juli 1902 in Tokio)

Paul Louis Vautier war nicht nur Kaufmann, sondern auch Sammler japanischer Kunst und Numismatiker. Er machte sich insbesondere mit den Schulen und Techniken sowie Zierraten des japanischen Schwerts (Katana, Wakizashi und Tachi) vertraut. Seine Kenntnisse gab er an den ebenfalls in Japan lebenden Kaufmann und Sammler japanischer Kunst Alexander Georg Mosle weiter.
Vautiers Sammlung von etwa 1800 Schwertzieraten (Tsuba) wurde 1908 auf Betreiben des Kunsthistorikers Otto Kümmel von dem Düsseldorfer Maler Georg Oeder übernommen, der seit den 1880er Jahren auch japanische Kunst sammelte. Kümmel beurteilte Vautiers Sammlung des Schwertschmucks als fast „wissenschaftlich vollständig“. Auch japanische Teekeramik des 18. und 19. Jahrhunderts, die später in das Düsseldorfer Hetjens-Museum gelangte, erwarb Oeder durch Vautier.
1914 beschenkte Vautier das Münzkabinett des Kaiser-Friedrich-Museums in Berlin.
Vautier war Mitglied der Bayerischen Numismatischen Gesellschaft. Lange war er in Düsseldorf ansässig, später in Kilchberg bei Zürich.

## Schrift
- Japanische Stichblätter und Schwertzieraten. Sammlung Georg Oeder, Düsseldorf. Beschreibendes Verzeichnis von Paul Vautier. Herausgegeben von Otto Kümmel, Oesterheld & Co., Berlin 1916 (Inhaltsverzeichnis).